# 解放布拉格奖章
解放布拉格奖章（俄语：Медаль «За освобождение Праги»）是苏联在1945年6月9日由苏联最高苏维埃主席团应苏联国防人民委员部的请求而颁令设立的一种战役奖章，以嘉许及认可苏联军人在解放布拉格中对纳粹德国军队的英勇战斗。截至1962年，解放布拉格奖章获得者超过395,000人，其中有约4万捷克斯洛伐克公民。此奖章的章程在1980年7月18日被苏联最高苏维埃主席团№ 2523-X法令修定。

## 颁授情况
解放布拉格奖章授予所有直接参与英雄突击和解放布拉格的苏联红军、红海军和内务人民委员部所属部队的官兵，以及参与解放布拉格的作战行动组织者领导者。
此奖章是以苏联最高苏维埃主席团的名义，根据证明实际参与了解放布拉格的文件而颁发。现役人员的奖章由其所在部队指挥官颁授，退役人员从社区所在的区域、城市或地区军事委员处获得其奖章。
解放布拉格奖章佩戴在左胸，当存在其他苏联勋章奖章时，应配戴在解放华沙奖章之后，1941-1945年伟大卫国战争中忘我劳动奖章之前。如果佩戴了其它俄罗斯联邦勋章或奖章，则后者具有优先权。

## 奖章制式
奖章为圆形，直径32㎜，由黄铜制成。正面环绕顶部为铭文：ЗА ОСВОБОЖДЕНИЕ（为了解放），下方雕有：ПРАГИ（布拉格）。下方是升起的太阳，放射着光芒。太阳底部五角星左右环绕着月桂树枝。奖章正面边缘镶有边框。背面是解放布拉格的日期：9 мая 1945（1945年5月9日），下方为五角星。所有铭文和图案为浮雕。